# Fairytale of New York
"Fairytale of New York" es una canción escrita por Jem Finer y Shane MacGowan y grabada por el grupo anglo-irlandés The Pogues, con la participación de la cantautora Kirsty MacColl. La canción es una balada de estilo folk irlandés y fue escrita a dúo, con MacGowan, cantante de los Pogues, en el papel del personaje masculino y MacColl en el femenino. Se publicó originalmente como sencillo el 23 de noviembre de 1987 y más tarde se incluyó en el álbum de los Pogues de 1988 If I Should Fall from Grace with God.
Comenzada en 1985, la canción tuvo dos años de desarrollo problemático, sufriendo reescrituras e intentos abortados de grabación, y perdiendo a su vocalista original por el camino, antes de ser finalmente completada en agosto de 1987. Aunque el sencillo nunca ha sido el número uno de las Navidades en el Reino Unido, siendo mantenido en el número dos en su lanzamiento original en 1987 por la versión de Pet Shop Boys de "Always on My Mind", ha demostrado ser duraderamente popular tanto entre los críticos musicales como entre el público: hasta la fecha, la canción ha alcanzado el Top 20 del Reino Unido en 19 ocasiones distintas desde su lanzamiento original en 1987, incluyendo cada año en Navidad desde 2005. En septiembre de 2017, había vendido 1,2 millones de copias en el Reino Unido, con otras 249.626 ventas equivalentes en streaming, para un total de 1,5 millones de ventas combinadas. En diciembre de 2022, la canción fue certificada quíntuple platino en el Reino Unido por 3 millones de ventas combinadas.
En el Reino Unido, "Fairytale of New York" es la canción navideña más reproducida del siglo XXI. Se cita con frecuencia como la mejor canción navideña de todos los tiempos en varias encuestas relacionadas con la televisión, la radio y las revistas en el Reino Unido e Irlanda, incluido el especial de televisión del Reino Unido en ITV en diciembre de 2012, donde fue votada como la canción navideña favorita de la nación.

## Composición
La canción narra las ensoñaciones de Nochebuena de un inmigrante irlandés sobre las fiestas pasadas mientras duerme la borrachera en una celda para borrachos de Nueva York. Cuando un anciano ebrio que también está en la celda canta un fragmento de la balada irlandesa "The Rare Old Mountain Dew", el narrador (MacGowan) empieza a soñar con una antigua amante. El resto de la canción (que puede ser un monólogo interno) adopta la forma de una llamada y respuesta entre la pareja, con sus esperanzas de juventud aplastadas por el alcoholismo y la drogadicción, mientras rememoran y discuten en Nochebuena. Las letras "Sinatra was swinging" y "cars big as bars" parecen situar la canción a finales de los años cuarenta, aunque el vídeo musical muestra claramente un Nueva York contemporáneo de los años ochenta. 

## Publicaciones y promoción
La canción se lanzó en el Reino Unido e Irlanda en noviembre de 1987 y se convirtió rápidamente en un éxito, pasando cinco semanas en el número 1 de las listas irlandesas. El 17 de diciembre de 1987, los Pogues y MacColl interpretaron la canción en el programa de televisión de la BBC Top of the Pops, y se situó en el número dos del Top 75 oficial del Reino Unido. Aunque la canción terminó 1987 como la 48ª más vendida del año a pesar de llevar sólo un mes en ventas, no consiguió el número uno navideño en el Reino Unido gracias a la versión synth-pop de "Always on My Mind" de los Pet Shop Boys. Se dice que MacGowan dijo: "We were beaten by two queens and a drum machine" (Nos ganaron dos reinas y una caja de ritmos). MacColl dijo más tarde que no se sentía realmente en competencia con los Pet Shop Boys, ya que hacían un tipo de música completamente diferente.
La canción fue reeditada por los Pogues en el Reino Unido en 1991 (alcanzando el número 36), y de nuevo en el Reino Unido e Irlanda para las Navidades de 2005, alcanzando el número tres en el Reino Unido. Todos los beneficios de este último lanzamiento se donaron a varias organizaciones benéficas de personas sin hogar y a Justice for Kirsty, una campaña para averiguar la verdad sobre la muerte de MacColl en 2000. Debido a la posibilidad de que las descargas se incluyan en las listas incluso sin un lanzamiento físico, junto con un impulso más reciente de los datos de streaming, la canción ha vuelto a entrar en el Top 75 cada diciembre desde 2005. Ha entrado en el Top 20 en diecinueve ocasiones distintas, dieciocho de ellas en años sucesivos, y en el Top 10 en diez ocasiones distintas, incluyendo tres y seis años consecutivos, hazañas que ningún otro sencillo puede igualar. Sus veinte visitas a la lista hasta la fecha suman 111 semanas en el Top 75 oficial del Reino Unido (a fecha de 29 de diciembre de 2022), lo que la convierte en la cuarta canción con más listas de todos los tiempos. A finales de 2012 fue declarada millonaria en ventas en el Reino Unido. La canción es bastante menos conocida en Estados Unidos.
El 22 de diciembre de 2005, los Pogues interpretaron la canción en un especial navideño de Friday Night with Jonathan Ross en BBC One en el Reino Unido, con la voz femenina a cargo de la cantante Katie Melua.